# 中視全球報導
《中視全球報導》是中國電視公司（中視）已停播的晚間國際新聞節目，1989年9月4日開播，與《中視晚間新聞》並列為《中視新聞全球報導》兩大前身。

## 沿革
1989年7月31日，中視新聞部開始策劃增開《中視全球報導》，開播日期定為同年9月4日。
1989年9月4日19:00～19:30，《中視全球報導》開播，初期播出時間為每週一至週五19:00～19:30（比《中視晚間新聞》早30分鐘），是將原本每日16:50～17:00的迷你新聞節目調至晚間時段並擴充內容，主要內容為當日國際新聞；開播時即引來臺灣電視公司新聞部與中華電視公司新聞部的關切，因為台視與華視質疑中視有將晚間新聞節目偷偷提前至19:00開播之意，而當時調動晚間新聞播出時間者必須獲得行政院新聞局廣播電視事業處（廣電處）核准。中視新聞部編譯組組長兼《中視全球報導》執行製作莫迺滇說，《中視全球報導》初期單元有〈全球新聞〉、〈全球體育〉、〈全球風貌〉、〈全球新知〉、〈全球妙聞〉、〈全球衛生保健〉、〈全球貿易資訊〉、〈全球人物〉與〈全球氣象〉，內容來源為已訂購的維氏新聞社（Visnews）、世界電視新聞社（WTN）、有線電視新聞網（CNN）新聞影片與增訂的麥克尼爾（MacNeil/Lehrer）製作的《新聞時刻》（News Hour）、WTN製作的《巡迴報導》（Roving Report）、哥倫比亞廣播公司（CBS）製作的《特寫新聞》（Feature Stories）、Visnews製作的《體育報導》（News Report）；其中《新聞時刻》是當時美國公共電視網（PBS）最受歡迎的新聞性節目之一，中視新聞部取得台灣獨家播映權。為了充實《中視全球報導》內容，莫迺滇以三星期的時間訪問澳洲、紐西蘭、日本、韓國、英屬香港，訪問期間與澳洲廣播公司（ABC）、澳洲特別廣播協會（SBS）、紐西蘭電視台（TVNZ）、亞洲電視（ATV）、電視廣播有限公司（TVB）、日本放送協會（NHK）、日本電視台（NTV）、富士電視台、文化廣播公司（MBC）、韓國放送公社（KBS）等簽訂新聞合作計畫。
《中視全球報導》第一代主播為記者王介士，1963年生，國立台灣大學政治學系畢業，在進入中視新聞部前已考上公務人員特種考試國際新聞人員乙等考試及美國某大學，1988年考進中視新聞部同時放棄出國進修。〈全球氣象〉是《中視全球報導》的氣象單元，第一代氣象主播為1963年生、國立台灣師範大學英語學系畢業的孫榮光，撰稿者為《中視氣象台》第一位氣象主播馮鵬年。
1989年12月7日，中視與當時任教輔仁大學的春華簽約一年，沈春華自1990年1月1日起擔任《中視全球報導》主播。 1989年12月18日，沈春華赴中視新聞部報到，每日15:00開始上班，參與《中視全球報導》改版的規劃。
1990年1月1日，《中視全球報導》正式改版，沈春華成為《中視全球報導》第二代主播，佈景、片頭、氣象畫面及音樂、片尾全部換新，以「關心生活，關心世界」為新理念，同時向美國Ashley公司購入影片《A Point in Time》的台灣獨家播映權，向CNN購買《Style》、《Science and Technology》、《Travel Guide》、《Health》、《Future Watch》，向Visnews增訂每週一的衛星體育新聞，向PBS增訂《新聞時刻》，向CNN增訂《錢線》（Moneyline），向偉達新聞社（Knight Ridder）購買其財經新聞的台灣獨家使用權。沈春華親自參與整理稿件、撰稿、剪輯、過音，並首創在每日收播時提示「各位觀眾，現在是七點×分」。此時期單元有〈全球新聞〉、〈全球財經〉、〈全球體育〉、〈全球新知〉、〈全球衛生保健〉、〈全球風尚〉、〈全球趣聞〉、〈全球氣象〉與〈歷史上的今天〉，其中部分單元內容如下：
1. 〈全球新聞〉：內容為以人造衛星傳送的全球各地最新新聞，並有駐美國華盛頓特區記者劉偉悌作現場深度採訪。
2. 〈全球財經〉：報導財經新聞，市場分析、產品趨勢等商業訊息。
3. 〈全球體育〉：全球各地的體育新聞。
4. 〈全球風尚〉：當時仍在就讀國立政治大學歷史研究所的熊海瑞蒐集並播報流行時尚資訊。
5. 〈全球趣聞〉：全球各地的趣聞。
6. 〈全球氣象〉：陳若華成為第二代氣象主播，播報台北市、東京、漢城、香港、北京、上海、曼谷、新加坡、馬尼拉、舊金山、洛杉磯、紐約市、華盛頓特區、溫哥華、里約熱內盧、巴黎、倫敦、羅馬、開羅、約翰尼斯堡、雪梨市、奧克蘭等城市的氣象預報。
7. 〈歷史上的今天〉：播放《A Point in Time》。[8]

1990年6月，中視新聞部國外新聞組組長及製作人莫迺滇說，《中視全球報導》將自1990年7月起增加新單元〈破紀錄〉，主要介紹各行各業傑出者的表現。1990年8月20日，《中視全球報導》開播中視節目部剪輯的新單元〈每日三笑〉，是將中視影片組購得台灣獨家播映權的美國廣播公司（ABC）高收視率節目《歡笑一籮筐》（America's Funniest Home Videos）的18集（總長度為9小時，每集長度為30分鐘）內容剪輯而成，每天播3小段。1990年9月，《中視全球報導》增加新單元〈世界之窗〉，內容為中視向《基督教科學箴言報》購入台灣獨家播映權的影片剪輯。

## 大事紀
1989年9月4日，《中視全球報導》開播時即在〈全球新聞〉之後、〈全球氣象〉之前插播一節〈熱門新聞〉三分鐘。台視新聞部宣稱，老三台曾有默契——預告或焦點新聞長度不應超過一分鐘，故將向行政院新聞局廣電處反應《中視全球報導》此舉涉嫌偷跑（即在未經行政院新聞局廣電處核准的情況下，將晚間新聞節目提前至19:00開播）。台視新聞部經理章紹曾說，〈熱門新聞〉該節內容中有關瓜地馬拉總統的新聞相當完整而不像快報，而且〈熱門新聞〉比平常長了許多，所以台視打算向行政院新聞局廣電處抗議中視此種作法；華視新聞部則稱，目前還不能斷定中視是否偷跑，還須觀察日後的情況；中視新聞部則稱，《中視全球報導》此舉只是服務觀眾，讓觀眾隨時獲得最新訊息，並非偷跑。王介士同時駁斥「《中視全球報導》深度廣度不夠、重量份量不足、糟蹋黃金時段」的說法：他說，當時每週一至週五19:00～19:30，中視播的是《中視全球報導》，台視播的是閩南語連續劇《媽祖外傳》，華視播的是綜藝節目《連環泡》，而業界並無規定黃金時段必須播什麼樣的節目，新聞節目在資訊日新月異的今日扮演相當重要的地位，大家理應很清楚是什麼節目「糟蹋黃金時段」。王介士也說，一般的電視新聞節目通常有一組專門負責該節目的製作群，但《中視全球報導》完全是在中視記者群支援之下做成的。
1989年9月5日，行政院新聞局廣電處稱，新聞的播出形式並無一定的模式，而台視與華視雖然質疑《中視全球報導》偷跑，但並未向該處反映；中視則稱，播熱門國內新聞是屬於新聞快報、焦點新聞的慣例，而三分鐘以內的長度應是合情合理的運作標準。
1989年9月6日，中國人民解放軍空軍米格-19戰鬥機飛行員蔣文浩於該日14:16駕機投奔中華民國政府、降落金門機場；中視新聞在該日15:00前即打出新聞快報，又在該日《中視全球報導》播出中華民國國防部發言人韋家慶的談話且運用資料影片介紹米格-19戰鬥機。中視新聞部經理曠湘霞認為，蔣文浩投誠新聞是全球矚目的新聞，英屬香港的電視台也請求中視傳送畫面，所以已超越國內新聞的範疇，放在《中視全球報導》中播出並無不當。
1991年4月27日，《中視全球報導》獲頒第26屆金鐘獎電視金鐘獎新聞節目主持人獎，得獎者沈春華。